# Cacia picticornis
Cacia picticornis är en skalbaggsart som beskrevs av Francis Polkinghorne Pascoe 1858. Cacia picticornis ingår i släktet Cacia och familjen långhorningar. Inga underarter finns listade.